# Œuvres d'art endommagées, détruites ou volées lors des attentats de Brasilia en 2023

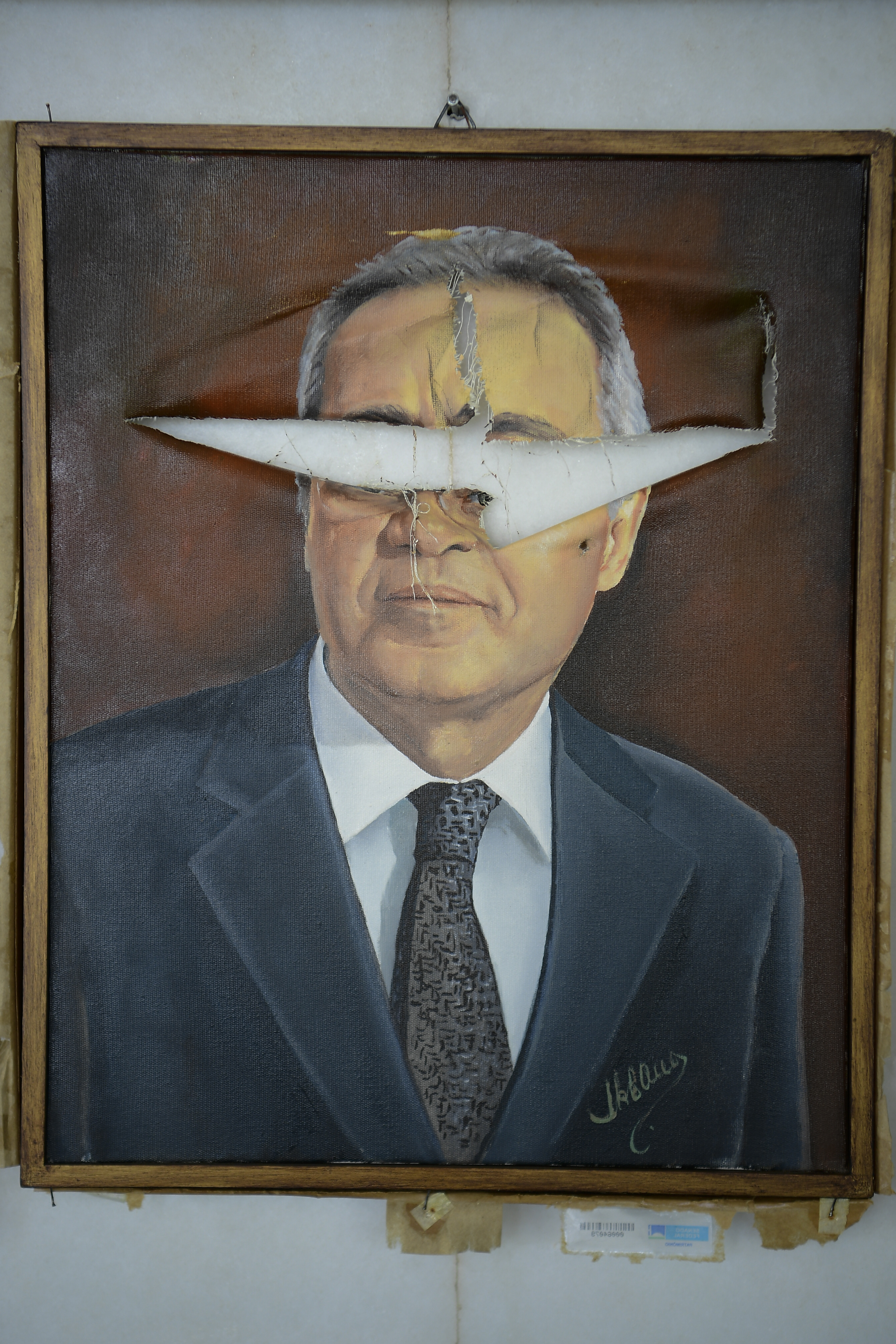
Portrait de Renan Calheiros, provenant de la galerie des portraits officiels des anciens présidents du Sénat, dans le Grand Hall de la maison

Les œuvres d'art endommagées, détruites ou volées lors des attentats de Brasilia en 2023 sont celles atteintes lors de l'Invasion de la Place des Trois Pouvoirs. De  nombreuses œuvres d'art ont été ciblées par des partisans de l'ancien président d’extrême droite brésilien Jair Bolsonaro,,,,,.

## Lieu
Brasilia, la capitale fédérale du Brésil, est une ville planifiée et son architecture est considérée comme unique au monde. La ville a été déclarée site du patrimoine mondial de l'UNESCO en 1987 et est divisée en blocs numérotés ainsi qu'en secteurs pour des activités spécifiques, telles que le secteur hôtelier, le secteur bancaire et le secteur des ambassades. Comme c'est le siège du gouvernement du Brésil, Brasilia abrite plusieurs cadeaux diplomatiques et œuvres d'art qui sont exposés dans des expositions d'art internationales et brésiliennes, y compris dans le Complexe culturel de la République. Les bâtiments gouvernementaux de Brasília ne sont pas seulement des œuvres d'art eux-mêmes en raison de leur architecture moderniste, mais ils servent également de musées, de bibliothèques et de théâtres pour les fonctionnaires et la population en général qui viennent dans la ville à la recherche de services gouvernementaux et en tant que visiteurs,.

## Œuvres d'art visées par les attentats de Brasilia

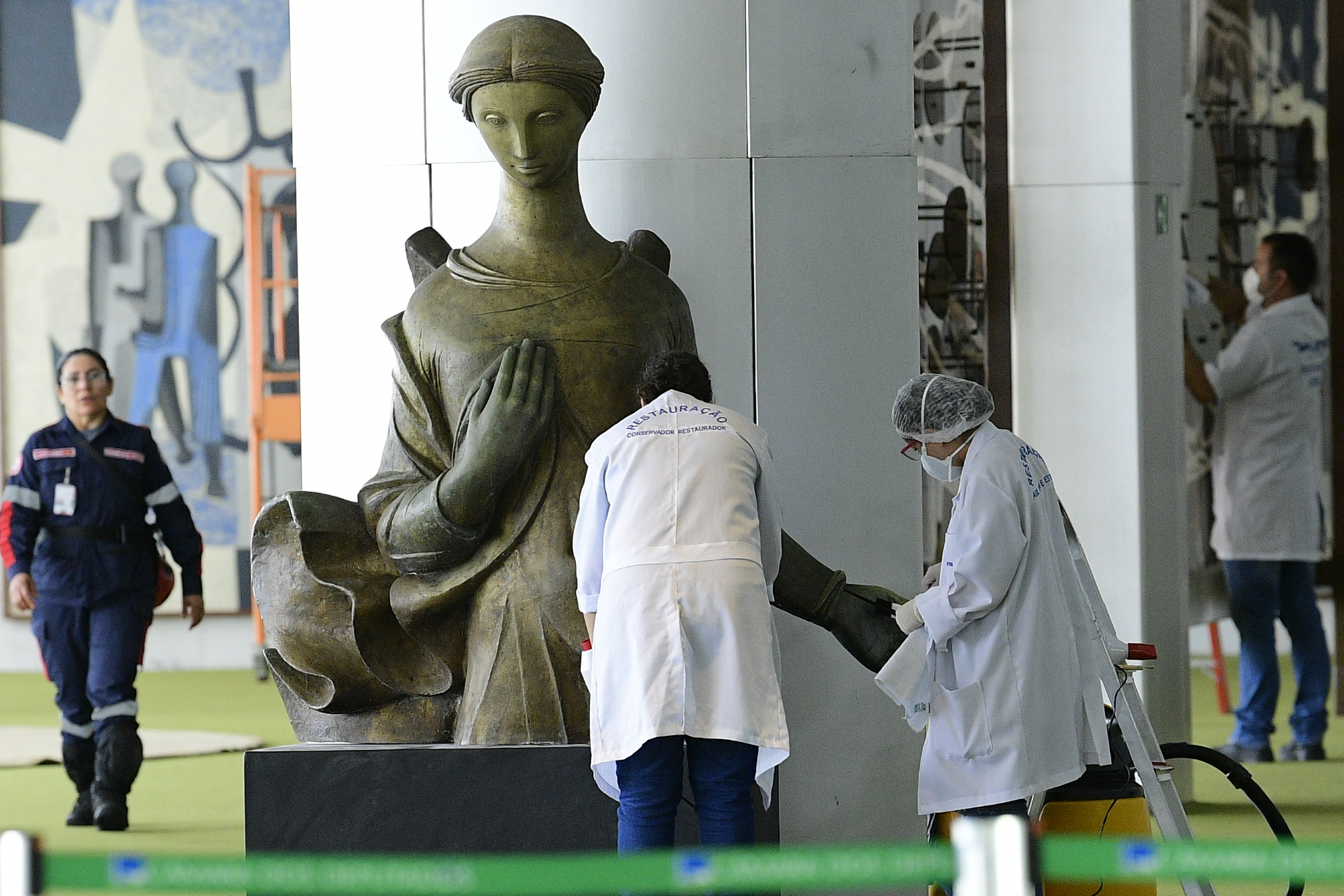
Une équipe de techniciens commence les travaux de restauration de la sculpture Angel d'Alfredo Ceschiatti. En arrière-plan, le panneau Araguaia, de Marianne Peretti, est également en cours de réparation

Des nombreuses œuvres d'art ont été déchirées, déchiquetées, cassées, graffitées ou simplement volées par les assaillants lors de l'assaut. Les premiers rapports estiment que 9 millions de réaux (près de 1,7 million de dollars) rien qu'en œuvres d'art (bâtiments gouvernementaux non inclus) ont été perdus dans l'insurrection.
| Objet vandalisé                                                                                                  | Type                 | Statut                       | Artiste                                                          | Date de création         | Date d'acquisition au Brésil | Notes  |
| --- | -------------------- | ---------------------------- | ---------------------------------------------------------------- | ------------------------ | ---------------------------- | ------ |
| Relógio da Corte de Luiz XIV (Horloge de la Cour du Roi Louis XIV)                                               | Horloge              | Endommagée                   | André Charles Boulle (Designer) & Balthazar Martinot (Fabricant) | XVIIIe siècle            |                              | [ 5 ]  |
| Vaso da Dinastia Shang (Un vase de la dynastie Shang)                                                            | Vase                 | Détruit                      | Inconnu                                                          | 1600 BCE avant notre ère |                              | [ 9 ]  |
| Ato de assinatura do Projeto da 1ª Constituição (L'acte de signature du projet de 1ère Constitution brésilienne) | Peinture             | Endommagée                   | Gustavo Hastoy                                                   | 1890                     |                              | [ 10 ] |
| Mobília do antigo Palácio Monroe (Meubles de l'ancien Sénat brésilien Palais Monroe)                             | Bureau, chaise       | Endommagée                   | Inconnu                                                          | XIXe siècle              |                              | [ 11 ] |
| A Bailarina (La Ballerine)                                                                                       | Sculpture en bronze  | Volée et récupérée plus tard | Victor Brecheret                                                 | 1920                     |                              | ,      |
| As Mulatas (Les Femmes Mulâtres)                                                                                 | Peinture             | Endommagée                   | Di Cavalcanti                                                    | 1962                     |                              | [ 5 ]  |
| Araguaia | Panneau de vitrail   | Détruit                      | Marianne Peretti                                                 | 1977                     |                              | [ 5 ]  |
| Bureau de travail de Juscelino Kubitschek                                                                        | Bureau               | Endommagé                    | Oscar Niemeyer et Anna Maria Niemeyer                            | vers 1960                | vers 1960                    | [ 5 ]  |
| A Justiça (La Justice)                                                                                           | Sculpture en granite | Endommagée                   | Alfredo Ceschiatti                                               | 1961                     |                              | [ 5 ]  |
| O Flautista (Le Flautiste)                                                                                       | Sculpture en bronze  | Détruite                     | Bruno Giorgi                                                     | 1962                     |                              | [ 5 ]  |
| The Supreme Court President chair (La chaise du president da la Cour Suprême)                                    | Chaise               | Endommagée                   | Jorge Zalszupin                                                  | —                        |                              | [ 5 ]  |
| Galhos e Sombras (Bâtons et ombres)                                                                              | Panneau de bois      | Détruit                      | Frans Krajcberg                                                  | —                        |                              | [ 13 ] |
| Muro Escultório (Sculpting Wall)                                                                                 | Panneau de bois      | Endommagé                    | Athos Bulcão                                                     | —                        |                              | [ 13 ] |
| Maria, Maria | Sculpture en bronze  | Endommagée                   | Sônia Ebling                                                     | 1980                     |                              | [ 13 ] |
| Bandeira do Brasil (Le Drapeau Brésilien)                                                                        | Peinture             | Endommagée                   | Jorge Eduardo Alves de Souza                                     | —                        |                              | [ 13 ] |
| Vênus Apocalíptica (Apocalyptic Venus)                                                                           | Sculpture en plâtre  | Endommagée                   | Marta Minujín                                                    | —                        |                              | [ 5 ]  |
| Retrato de José Bonifácio (Portrait of José Bonifácio)                                                           | Peinture             | Endommagée                   | Oscar Pereira da Silva                                           | 1922                     |                              | [ 5 ]  |
| Brasão da República (L'emblème du Brésil)                                                                        | Emblème              | Endommagé                    | Inconnu                                                          | —                        |                              | [ 14 ] |
| Une tapisserie ayant appartenu à l'ancienne princesse impériale du Brésil Isabelle                               | Tapisserie           | Endommagée                   | Inconnu                                                          | —                        |                              | [ 15 ] |
| Un Buste de Ruy Barbosa                                                                                          | Buste                | Détruit                      | Inconnu                                                          | —                        |                              | [ 15 ] |
| Un buste de Joaquim Nabuco                                                                                       | Buste                | Détruit                      | Inconnu                                                          | —                        |                              | [ 15 ] |
| Un rare exemplaire de la Constitution brésilienne de 1988                                                        | Livre                | Volé et récupéré plus tard   | Inconnu                                                          | —                        |                              | [ 16 ] |

Après que les attentats et les auteurs ont quitté les bâtiments gouvernementaux, la ministre brésilienne de la Culture, Margareth Menezes, a annoncé que l'UNESCO avait proposé à son équipe d'experts d'aider à réparer les œuvres d'art restaurables. De plus, elle a contacté les conservateurs et les restaurateurs de l'Institut national du patrimoine historique et artistique (Iphan) afin qu'ils puissent également aider à réparer les œuvres d'art,.